# Grand Laoucien
Le grand Laoucien est un lac du département du Var, dont le nom provient du mot provençal "Loucion" (lavabo) se trouvant sur la commune de La Roquebrussanne. C'est un site classé.

## Présentation
Cette doline issue de l'éboulement d'une nappe phréatique est une réelle curiosité, et fut entourée de nombreuses légendes et spéculations quant à sa profondeur et à ses réseaux souterrains. Son diamètre est estimé à 130 mètres, et sa profondeur à 43 mètres mais le niveau de l'eau peut varier de plus de 10 mètres selon les saisons et les précipitations.. Son altitude est de 316 m. À 400 m environ à l'est se trouve le petit Laoucien, qui, lui, se retrouve parfois à sec. 
Certaines espèces aquatiques uniques en France y ont été découvertes dont notamment un acarien subaquatique, Limnolegeria longiseta,.